# Ornithogalum arabicum
Ornithogalum arabicum es una especie de plantas de la familia Asparagaceae, nativa del sur de Europa y el norte de África.

## Taxonomía
Ornithogalum arabicum fue descrito por Carlos Linneo  y publicado en Species Plantarum 307 1753.
Etimología
Ornithogalum: nombre genérico que deriva de las voces griegas  ornithos (pájaro) y gala (leche), por lo que la traducción sería "leche de pájaro". Para algunos autores, este nombre se refiere al color de las flores de muchas especies del género. Para otros, "leche de pájaro" alude a las palabras que aparentemente utilizaban los romanos para indicar que algo es maravilloso.
arabicum: epíteto geográfico que alude a su localización en Arabia.
Sinonimia
- Caruelia algeriensis Jord.
- Caruelia arabica (L.) Parl.
- Caruelia hipponensis Jord.
- Caruelia macrocoma Jord.
- Caruelia ochroleuca Jord.
- Caruelia stenopetala Jord.
- Eliokarmos aureum Raf.
- Eustachys latifolia (L.) Salisb.
- Loncomelos latifolium (L.) Raf.
- Melomphis arabica (L.) Raf.
- Melomphis patens Raf.
- Myanthe arabica (L.) Salisb.
- Ornithogalum arabicum var. algeriense (Jord.) Maire
- Ornithogalum arabicum var. hipponense (Jord.) Maire
- Ornithogalum arabicum var. macrocomum (Jord.) Maire & Weiller
- Ornithogalum arabicum var. ochroleucum (Jord.) Maire & Weiller
- Ornithogalum arabicum var. stenopetalum (Jord.) Maire & Weiller
- Ornithogalum corymbosum Ruiz & Pav.
- Ornithogalum latifolium L.
- Ornithogalum speciosum Salisb.
- Stellaris latifolia (L.) Moench[3]

## Nombres comunes
- Castellano: lágrimas de san Pedro, lágrimas blancas, ojo de Cristo, vicarios, flor de la cuenta (en Chile).[4]